# Красный Октябрь (Боковский район)
Кра́сный Октя́брь — посёлок в Боковском районе Ростовской области.
Входит в состав Верхнечирского сельского поселения.

## Население
| 1989 | 2002 | 2010 |
| ---- | ---- | ---- |
| 134  | ↘46  | ↘8   |

## Улицы
В посёлке имеется одна улица: Садовая.

## Достопримечательности
Территория Ростовской области была заселена ещё в эпоху неолита. Люди, живущие на древних стоянках и поселениях у рек, занимались в основном собирательством и рыболовством. Степь для скотоводов всех времён была бескрайним пастбищем для домашнего рогатого скота. От тех времен осталось множество курганов с захоронениями жителей этих мест. Курганы и курганные группы находятся на государственной охране.
Поблизости от территории хутора Красный Октябрь Боковского района расположено несколько достопримечательностей — памятников археологии. Они охраняются в соответствии с Федеральным законом от 25.06.2002 N 73-ФЗ «Об объектах культурного наследия (памятниках истории и культуры) народов Российской Федерации», Областным законом от 22.10.2004 N 178-ЗС «Об объектах культурного наследия (памятниках истории и культуры) в Ростовской области», Постановлением Главы администрации РО от 21.02.97 N 51 о принятии на государственную охрану памятников истории и культуры Ростовской области и мерах по их охране и др.
- Курган «Октябрьский I». Находится на расстоянии в 2,5 км от хутора Красного Октября.
- Курган «Октябрьский III». Находится на расстоянии около 300 метров к юго-востоку от хутора Красного Октября.
- Курганная группа «Октябрьский II» из 3 курганов. Находится на расстоянии 1,8 км к востоку от хутора Красного Октября.
- Курганная группа «Октябрьский IV» (2 кургана). Находится на расстоянии 2,7 км к юго-западу от хутора Красного Октября.
- Курганная группа «Октябрьский V» (2 кургана). Находится на расстоянии 4,2 км к югу от хутора Красного Октября[4].